# Ekok (Ayos)
Pour les articles homonymes, voir Ekok.
Ekok est un village du Cameroun situé dans la région du Centre, le département du Nyong-et-Mfoumou et la commune d'Ayos.

## Population
En 1961, Ekok comptait 279 habitants, principalement des Yembama. Lors du recensement de 2005, on y dénombrait 372 personnes.